# تارا عماد
تارا فتحي عماد (11 مايو 1993 -) ممثلة وعارضة أزياء مصرية. شاركت في مسلسل جودر عام 2024.

## حياتها
ولدت تارا عماد في العاصمة المصرية القاهرة لأب مصري وأم يوغوسلافية من مونتينيغرو. بدأت حياتها المهنية منذ سن مبكر، حيث ظهرت في عدة إعلانات منذ كان عمرها 4 سنوات ثم عملت كعارضة أزياء منذ كان عمرها 14 سنة، ثم شاركت ولها من العمر 17 سنة في مسابقة ملكة جمال العالم للمراهقات والتي أقيمت في البرازيل واستطاعت أن تعود إلى مصر عقب فوزها بلقب ملكة جمال أفريقيا والوصيفة الأولى لملكة جمال العالم للمراهقات عام 2010. بعد الثانوية العامة إنتسبت إلى كلية إدارة الأعمال في الجامعة الأمريكية بالإضافة إلى متابعتها لـ«ورشات تمثيل» سواءً مع الفنان أحمد كمال أو أون لاين مع مؤسسات أمريكية. أول أعمالها الفنية كان في مسلسل الجامعة مع مجموعة من الممثلين الشباب وإخراج هاني خليفة عام 2011، وفي عام 2012 شاركت في مسلسل زي الورد من إخراج سعد هنداوي، اما في عام 2014 شاركت في مسلسل صاحب السعادة من بطولة عادل إمام وعدد من الممثلين الكبار واخراج رامي إمام.

## أعمالها

### الأفلام
| السنة | اسم الفيلم     | الدور            |
| ----- | -------------- | ---------------- |
| 2016  | الهرم الرابع   | ندى سالم الشافعي |
| 2016  | تفاحة حوّا      | عايدة            |
| 2017  | خير وبركة      | نازك             |
| 2018  | الكويسين       | مزاج كويس        |
| 2018  | الخروج عن النص | نور / چاكي       |
| 2018  | تراب الماس     | تونا             |
| 2019  | 122            | أخت أمنية        |
| 2019  | الفيل الأزرق 2 | ميرميد           |
| 2023  | أخي فوق الشجرة | نادين            |
| 2023  | المطاريد       | فريدة            |
| 2025  | لأول مرة       | غادة             |
| 2025  | سيكو سيكو      | داليا            |

### المسلسلات
| السنة | اسم المسلسل      | الدور      |
| ----- | ---------------- | ---------- |
| 2011  | الجامعة          | شريفة      |
| 2012  | زي الورد         |            |
| 2014  | صاحب السعادة     | بوسي       |
| 2014  | دوائر حب         | ناريمان    |
| 2015  | بين السرايات     | ابتسام     |
| 2015  | الصعلوك          | حورية      |
| 2016  | السبع بنات       | نجلاء      |
| 2017  | لمعي القط        | مفيدة      |
| 2020  | ونحب تاني ليه    | يسرا       |
| 2021  | ضد الكسر         | ملّك        |
| 2021  | موسى             | نجاة       |
| 2021  | ستات بيت المعادي | رضوى       |
| 2022  | تحقيق            | جميلة      |
| 2022  | سوتس بالعربي     | ليلى رضوان |
| 2023  | الصندوق          | عالية      |
| 2024  | جودر             |            |
| 2025  | جودر 2           | جوهرة      |
| 2025  | كتالوج           | هويدا      |

### المسرحيات
| السنة | اسم المسرحية  | الدور  |
| ----- | ------------- | ------ |
| 2019  | علاء الدين    | ياسمين |
| 2022  | هادي فالنتاين |        |

### البرامج
| السنة | اسم البرنامج |
| ----- | ------------ |
| 2012  | ملكة المطبخ  |